# パック (衛星)
パック (Uranus XV Puck) は、天王星の第15衛星である。

## 発見と命名
パックは、ボイジャー2号が1985年12月30日に撮影した画像の中から、ボイジャーの画像解析チームによって発見された。発見は翌1986年1月9日に国際天文学連合のサーキュラーで公表され、S/1985 U 1 という仮符号が与えられた。その後1988年6月8日に、ウィリアム・シェイクスピアの戯曲『夏の夜の夢』に登場するいたずら好きの妖精であるパックに因んで命名された。また、Uranus XV という確定番号が与えられた。

## 物理的特徴
パックは直径がおよそ 162 km あり、天王星の5大衛星で最も内側のミランダより内側を公転する小型の衛星群の中では最も大きい。5大衛星で最も小さいミランダと、内側の小型の衛星群で2番目に大きいポーシャの中間的なサイズを持つ。パックの軌道は天王星の環とミランダの間に位置している。
ボイジャー2号によって発見された多数の天王星の衛星のうちパックだけは一足先に発見されたため、ボイジャー2号が幾分か詳細に観測できるように観測予定を組むことが出来た。観測で得られたパックの画像は、わずかにつぶれた球形をしており、長軸と短軸の比率は 0.97 ± 0.04 と 1 に近いものであった。表面は多数のクレーターに覆われており、灰色をしている。ハッブル宇宙望遠鏡と大型の地上望遠鏡を用いた観測では、パックのスペクトル中に水氷による吸収の特徴が発見されている。
パック表面で発見されているクレーターのうち 3 個は名前が与えられており、最も大きいものは直径が 45 km ほどある。パックが妖精であることから、クレーターには妖精にちなんだ命名がされている（パックの地形一覧を参照）。

## 地形一覧

### クレーター
パックのクレーターの名は、妖精に由来する。
| 地名             | 由来     |
| ---------------- | -------- |
| ボーグル (Bogle) | ボーグル |
| ブッツ (Butz)    | ブッツ   |
| ロブ (Lob)       | ロブ     |

## 内部構造
パックの内部構造についてはほとんどが分かっていない。おそらくは氷と暗い物質の混合物からなると考えられており、後者は天王星の環に見られる物質と似たものである。この暗い物質は、岩石か放射線によって変性した炭素化合物だろうと考えられている。明るい光条を持ったクレーターが見られないことから、パックの内部は分化していないことが示唆される。すなわち氷成分と氷以外の化合物は核とマントルに分離せずに存在している。